# Стамболово (област Русе)
Вижте пояснителната страница за други значения на Стамболово.
Стамболово е село в Северна България. То се намира в община Сливо поле, област Русе.

## Други
ФК „Динамо Стамболово“ е футболния отбор на селото. Отборът е шампион на ОФГ Русе през сезон 2014/2015, където има шанс да участва в Североизточна В група, но поради финансови проблеми се отказва от участие.
1. ↑  www.grao.bg